# 愛本駅
愛本駅（あいもとえき）は、富山県黒部市宇奈月町内山にある、富山地方鉄道本線の駅である。駅番号はT38。

## 歴史
- 1923年（大正12年）11月21日[1]：黒部鉄道の下立駅 - 桃原駅（現在の宇奈月温泉駅）間開業[2]に伴い駅開設[3]。
- 1943年（昭和18年）
  - 1月1日：富山県交通大統合に伴い富山地方鉄道が設立[4][5]、同社の黒部線となる。
  - 11月11日：電圧を600Vから1500Vへ昇圧、電鉄富山駅からの直通運転を開始[2][4]。
- 1967年（昭和42年）9月1日：貨物取扱を廃止[3]。
- 1969年（昭和44年）4月1日：所属線が黒部線から本線に変更[6]。
- 1994年（平成6年）4月25日：駅業務を廃止し、無人駅へ移行[3]。
- 2015年（平成27年）3月14日：ダイヤ改正により特急停車駅から外れる。

## 駅構造
単式ホーム1面1線を持つ地上駅で無人駅である。かつては相対式ホーム2面2線（西側にホーム跡が残っている）で列車交換が可能となっていた。木造駅舎を有する。

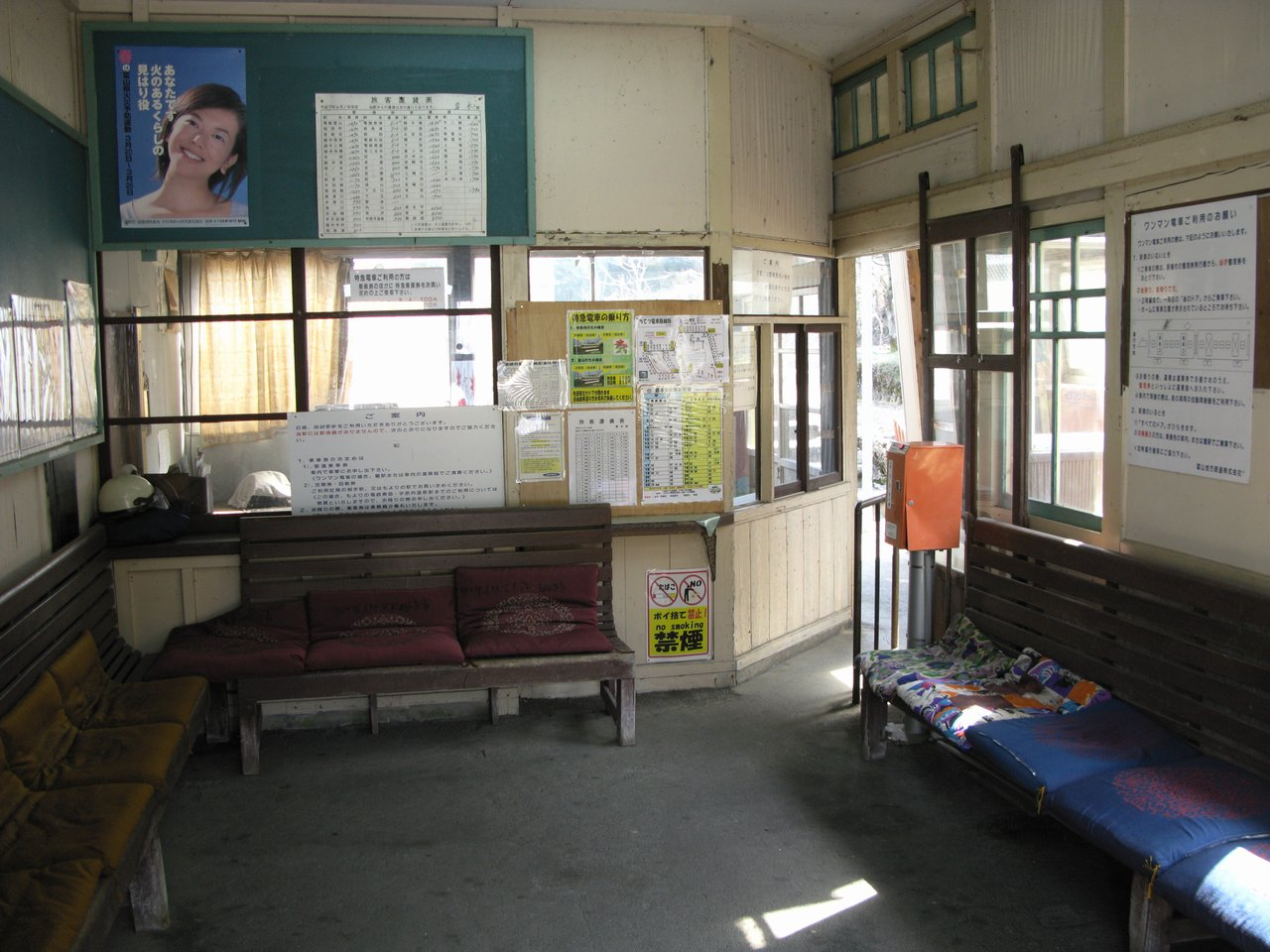
駅舎内（2008年3月）

## 利用状況
「統計黒部」によると、2019年度の一日平均乗降人員は235人であった。なお、2003年度以降の乗降人員は以下の通りである。
| 年度   | 一日平均 乗降人員 |
| ------ | ----------------- |
| 2003年 | 241               |
| 2004年 | 238               |
| 2005年 | 233               |
| 2006年 | 244               |
| 2007年 | 239               |
| 2008年 | 242               |
| 2009年 | 228               |
| 2010年 | 230               |
| 2011年 | 230               |
| 2012年 | 231               |
| 2013年 | 234               |
| 2014年 | 226               |
| 2015年 | 242               |
| 2016年 | 235               |
| 2017年 | 243               |
| 2018年 | 248               |
| 2019年 | 235               |
| 2020年 | 197               |
| 2021年 | 199               |
| 2022年 | 205               |

## 駅周辺
- 黒部市宇奈月市民サービスセンター（旧宇奈月町役場・黒部市役所宇奈月庁舎）
- 愛本橋（黒部川）
- 関西電力送配電新愛本変電所 - 当駅はこの変電所への資材運搬のために開設された[1]。
- 内山城跡（内山砦跡）

## バス路線
前述の黒部市宇奈月市民サービスセンターから入善町・朝日町のコミュニティバスが発着している。いずれも平日（年末年始を除く）のみ運行。
- 入善町営バス（のらんマイ・カー）新屋線[8] - 入善駅方面
  - 朝夕の限定運行、入善駅行きは朝の1便のみ。
- あさひまちバス愛本線[9] - 泊駅方面

## 隣の駅
富山地方鉄道
■本線
■アルペン特急・■特急
通過
■急行（上りのみ運転）・■普通
下立駅（T37） - 愛本駅（T38） - 内山駅（T39）